# Ludwig Sternaux
Ludwig Friedrich Wilhelm Carl Sternaux (* 17. Juli 1885 in Berlin; † 12. August 1938 ebenda) war ein deutscher Schriftsteller, Journalist, Dramaturg und Theaterdirektor.

## Leben
Ludwig Sternaux, Sohn des gleichnamigen Verlagsbuchhändlers (1851–1903), studierte Philologie und Rechtswissenschaften und arbeitete bis 1918 als Theaterkritiker bei der Täglichen Rundschau. Danach war er beim Berliner Lokal-Anzeiger und der Berliner Zeitung Der Tag beschäftigt. Später war er Chefdramaturg bei der UFA.
Ludwig Sternaux hat zwischen den beiden Weltkriegen vier Bücher über Potsdam veröffentlicht. Es gibt in der wirklich umfangreichen Literatur über die Stadt Potsdam kaum einen Schriftsteller, der seine persönlichen Erfahrungen und Empfindungen mit der Stadt so detailgetreu und real mit der Geschichte, der Architektur und den Menschen wiedergeben kann.
Sternaux war Mitglied der Gesellschaft der Bibliophilen und von 1929 bis 1930 Beisitzer.
Sternaux war in erster Ehe von 1915 bis 1925 mit Maria Kasten und in zweiter Ehe seit 1925 mit Alice Meyer verheiratet und hatte zwei Töchter.

## Würdigung
Er beschrieb eine, schon zu seiner Zeit, untergegangene Welt mit einem leichten Anflug von Wehmut, aber immer so als ob er diese Zeit miterlebt hätte. So war er ein „Reporter des 18. Jahrhunderts“. Und doch ist er nicht antiquiert, sondern lädt uns immer wieder ein, nach dieser Zeit im Heute zu suchen. Damit wir sie nicht in pittoresken Orten, sondern in der Atmosphäre eines Ortes finden.

## Werke
- Gesten der Trauer: Ausgewählte Gedichte. E. Meyer, Berlin 1905.
- Zwischen den Fronten: Schnurren und sinnige Geschichten aus der Zeit des Weltkriegs. Verlag der Täglichen Rundschau, Berlin 1915.
- Sommer im Harz. Edwin Runge, Berlin-Lichterfelde Verlag 1917 (Reisen durch deutsches Land; 1).
- Herbstfahrt an die Ostsee, Edwin Runge Verlag, Berlin 1918.
- Über das Sammeln moderner Bücher. Über das Sammeln moderner Bücher: überreicht als Pfingstgabe von Paul Graupe. Elsner, Berlin 1918.
- Goethe in Dornburg. Edwin Runge, Berlin Verlag 1919.
- Bücher die man kennen sollte. Edwin Runge Verlag, Berlin 1920.
- Schattenspiel um Goethe. Velhagen & Klasing Verlag, Bielefeld 1922.
- Der früh verstummte Mund. Otto von Holten, Berlin 1923.
- Potsdam – Ein Buch der Erinnerung. Edwin Runge Verlag, Berlin 1924 (Verlag für Regional- und Zeitgeschichte / Die Mark Brandenburg Neuauflage 2020).
- Deutsches Erbe – Historische Stätten in Wort und Bild. Edwin Runge Verlag, Berlin 1925.
- Das unbekannte Potsdam. A. W. Hayn’s Erben, Berlin 1926.
- Bücher kleinsten Formats. In: Philobiblon, Jg. 1 (1928), Heft 2, S. 49–52.
- Kaiser Maximilian. Otto von Holten, Berlin 1928 (Festgabe der Maximilian-Gesellschaft; 1928).
- Unter dem Glockenspiel – Häuser und Menschen im alten Potsdam. A. W. Hayn’s Erben, Berlin 1929.
- Potsdamer Pastelle. A. W. Hayn’s Erben, Berlin 1930.
- Mein kleines Sanssouci – Schloß Rheinsberg und seine Erinnerungen. A. W. Hayn’s Erben, Berlin 1936.
- Glück aus tausend Stunden. A. W. Hayn’s Erben, Berlin 1936.
- Märkischer Bilderbogen. A. W. Hayn’s Erben, Berlin 1937.
- So wuchs Berlin – Die Geschichte der Reichshauptstadt in 12 bunten Kartenbildern. Berliner Lokal Anzeiger, Berlin 1937.
- Nur so Nebenher. A. W. Hayn’s Erben, Berlin 1937.
- Frühling im Berliner Tiergarten. Feyl, Berlin 1937.
- Wir fahren nach Potsdam. A. W. Hayn’s Erben, Berlin 1938.
- Als Flaneur durch die tausendjährige Stadt,  Hrsg. Georg Holmsten, arani-Verlag, Berlin 1990, ISBN 978-3-7605-8624-3.